# Hans Meyer (acteur)
Pour les articles homonymes, voir Hans Meyer et Meyer.
Hans Meyer, né le 21 juillet 1925 à Paulpietersburg (Union d'Afrique du Sud) et mort le 3 avril 2020 à Neuilly-sur-Seine, est un acteur sud-africain.

## Biographie
Hans Meyer a grandi dans l'Union d'Afrique du Sud. En 1958, il se rend à Londres. Il voulait à l'origine être barman ; un ami de son ami, qu'il connaissait du Cap, a pris des photos de lui, que Meyer a soumises à une agence de publicité. En raison de son visage frappant, il a été engagé au Royaume-Uni, en Allemagne et en Espagne pour diverses campagnes publicitaires, notamment des cigarettes, de la vodka et du cognac. À partir de 1962, Meyer vit à Paris. Là, il a demandé un supplément pour le film, où il a été embauché par Anatole Litvak pour son film La Nuit des généraux. Meyer a même obtenu un premier petit rôle de conférencier.
Dans les années 1960, il a joué des rôles de soutien dans de nombreux films français aux côtés de stars du cinéma français comme Lino Ventura, Alain Delon et Jean-Paul Belmondo. En 1966, il est engagé pour la comédie Drei Bruchpiloten à Paris, également : La Grande Vadrouille, où il incarne un élégant Gruppenführer SS victime de différents « sabotages ». En 1968, il a joué dans le thriller d'action Coplan sauve sa peau d'Yves Boisset. En 1969, il a endossé le rôle de Sheriff Blade dans le thriller Les Étrangers, tourné en Espagne.
En 1975, il a joué un petit rôle dans l'adaptation cinématographique de Barry Lyndon par Stanley Kubrick. En 2001, il a joué le rôle du marquis d'Apcher dans le film d'horreur Le Pacte des loups.
Dans les années 1970, Hans Meyer a également travaillé pour la télévision. Il a joué un rôle continu dans la série télévisée britannique Colditz. En 1978, il est apparu dans la mini-série Holocaust - The History of the Weiss Family ; il y a joué l'officier SS Ernst Kaltenbrunner. Dans le policier télévisé L'amie d'enfance (1981) de la série Commissaire Moulin, il incarne l'assassin à la grenade qu'Yves Rénier et Claude Jade mettent finalement à l'épreuve.
Il meurt le 3 avril 2020 à son domicile de Neuilly-sur-Seine, à l'âge de 94 ans,.

## Filmographie

### Cinéma
- 1965 : Pierrot le fou de Jean-Luc Godard : un gangster
- 1966 : Culpable para un delito de José Antonio Duce : Martin Baumer
- 1966 : La Grande Vadrouille de Gérard Oury : Otto Weber, le Gruppenführer élégant
- 1967 : Salut les copines de Jean-Pierre Bastid : Mike
- 1967 : La Nuit des généraux d'Anatole Litvak : Wehrmacht Adjutant (non crédité)
- 1967 : Les Aventuriers de Robert Enrico : le mercenaire
- 1967 : Réseau secret de Jean Bastia
- 1968 : Le Crime de David Levinstein d'André Charpak : Schrank
- 1968 : Coplan sauve sa peau d'Yves Boisset : Hugo
- 1968 : Un épais manteau de sang de José Bénazéraf : Sorenson
- 1969 : Les Étrangers de Jean-Pierre Desagnat : Blade
- 1970 : Les Enfants de Caïn de René Jolivet
- 1970 : Triangle (court métrage) de José Bénazéraf
- 1970 : Comme il est court le temps d'aimer de Michel Lemoine et Jean-François Davy : Marc
- 1971 : Valparaiso, Valparaiso de Pascal Aubier : Helmut
- 1971 : Sur un arbre perché de Serge Korber : l'ex-colonel Muller, mari jaloux
- 1972 : Pic et pic et colegram de Rachel Weinberg : Jeroboam
- 1973 : Le Magnifique de Philippe de Broca : le colonel Collins
- 1975 : Barry Lyndon de Stanley Kubrick : l'officier prussien
- 1976 : Blondy de Sergio Gobbi
- 1977 : Le mille-pattes fait des claquettes de Jean Girault : général Von Richter
- 1979 : Le Mystère des Sables
- 1979 : La Gueule de l'autre de Pierre Tchernia :  Richard Krauss
- 1979 : La Nuit claire de Marcel Hanoun : Pluton
- 1984 : Boy Meets Girl de Leos Carax : Astronaute
- 1985 : Kalidor, la légende du talisman de Richard Fleischer :  le père de Sonja la Rouge
- 1986 : Mauvais sang de Leos Carax : Hans
- 1988 : Ville étrangère de Didier Goldschmidt : l'ambassadeur
- 1989 : Bunker Palace Hôtel d'Enki Bilal : le président
- 1994 : Le Terminus de Rita de Filip Forgeau :
- 1997 : K de Alexandre Arcady : Rudi Guter
- 2001 : Le Pacte des loups de Christophe Gans : le marquis d'Apcher
- 2003 : La Beuze de François Desagnat : l'ex-SS exilé en Amérique du Sud
- 2003 : Ripoux 3 de Claude Zidi : Van Der Brook
- 2004 : Albert est méchant  de Hervé Palud : James Lord Cooke
- 2004 : Cneajna de Yannick Vallet : le comte Dracula
- 2005 : Sentence finale de Franck Allera : l'interrogateur
- 2011 : HH, Hitler à Hollywood de Frédéric Sojcher : Luis Aramchek
- 2014 : Cruel d'Éric Cherrière

### Télévision
- 1968 : Koenigsmark de Jean Kerchbron : le grand Duc (Frédéric Auguste)
- 1972-1974 Colditz (série) de Degas et Glaister: Hauptman Frantz Ulmann
- 1977 : Fachoda, la mission Marchand (feuilleton) de Roger Kahane : l'agent des trafiquants
- 1978 : Les Grandes Conjurations, épisode Le Connétable de Bourbon de Jean-Pierre Decourt :  Frunsberg
- 1980 : La Vie des autres, segment Le Scandale de Jean-Pierre Desagnat : Nikolov
- 1981 : Commissaire Moulin : épisode : L'amie d'enfance - L'assassin aux grenades
- 1981 : Sans famille de Jacques Ertaud : Driscoll
- 1983 : Les Cinq Dernières Minutes, épisode Appelez-moi Boggy de Jean-Pierre Marchand :  Hafner
- 1987 - 1990 : Guillaume Tell : Tyrrol
- 1995 : La Rivière Espérance (feuilleton) de Josée Dayan : Commandant du Duguay-Trouin
- 2008 : Sous les vents de Neptune : le juge Fulgence